# Siège de Constantine (1837)
Ne doit pas être confondu avec Siège de Constantine (1836).
Conquête de l'Algérie par la France
L’expédition de Constantine de 1837, en Algérie, est décidée par Louis-Philippe Ier et le chef de son gouvernement, le comte Molé, à l'été de 1837 à un moment où, avec la consolidation de la monarchie de Juillet et le rétablissement de la prospérité économique, le roi envisage une dissolution de la Chambre des députés. Comme Charles X en 1830 avec l'expédition d'Alger (1830), le roi des Français cherche à obtenir un meilleur résultat aux élections en offrant au pays un peu de gloire militaire et en vengeant l'échec de l'expédition de Constantine de 1836.
La préparation de l'expédition est l'occasion, à la fin du mois d'août, d'une vive rivalité entre les deux fils aînés du roi, le duc d'Orléans et le duc de Nemours, qui se disputent l'honneur d'y participer : le premier estime qu'en tant qu'aîné, le premier rôle lui revient de droit, tandis que le second, qui a participé à l'expédition infructueuse de l'an passé, tient absolument à venger cette humiliation. En définitive, c'est l'aîné qui s'incline.
L’armée se réunit dans le camp de Medjez-Ammar (en référence à Ammar Benzagouta, commandant des troupes du bey), établi sur les bords de la Seybouse, en avant de Ghelma, à moitié chemin de Bône à Constantine. Placée sous les ordres du général Damrémont, gouverneur général, elle avait pour chef d’état-major, le maréchal de camp Perrégaux secondé par le colonel Schauenburg ; la 1re brigade, celle d’avant-garde était commandée par le duc de Nemours, les 2e, 3e et 4e étaient sous les ordres des généraux Trézel et Joseph Marcellin Rullière ; le général Valée commandait l’artillerie, et le général Rohault de Fleury, le génie.
L'armée française part de Bône le 1er octobre. Le 13 octobre, l'assaut victorieux est commencé par le général de Damrémont, qui est emporté par un boulet, et achevé par son successeur, le général Valée. Ce dernier est élevé à la dignité de maréchal de France le 11 novembre et nommé gouverneur général de l'Algérie le 1er décembre.

## Expédition (1 – 10 octobre 1837)
Un témoin oculaire allemand qui servait l’armée en volontaire donne le récit de cette expédition.
« Ce fut le 1er octobre que l’armée française sortit du camp de Merdjez-Hammar pour marcher sur Constantine. Elle se composait de quatre brigades, dont chacune avait à peine la force d’un régiment ; le tout ne comprenait pas plus de 7 000 hommes. Les deux premières brigades, commandées par le duc de Nemours et le général Trézel, bivouaquèrent, le 1er octobre, sur les hauteurs de Rez-el-Akba. »
« Le bivouac des Français était sur la même place où Achmet-Bey avait eu le sien. Le 2 octobre, l’armée campa auprès du marabout de Sidi-Tamtam. Les troisième et quatrième brigades, commandées par le général Rullière et le colonel Combes, se tenaient toujours une demi-journée en arrière pour protéger le grand convoi qui, avec sa multitude de voitures et de mulets, occupait deux lieues de route. »
« Le 3, l’armée campa auprès d'Ouad-el-Aria. Depuis Rez-el-Akba, l'armée française marche dans un pays très élevé, dont les vallées mêmes étaient au moins à 1 500 pieds au-dessus du niveau de la mer. La marche des soldats français jusqu’à Constantine dura près de six jours, quoique cette ville fût éloignée seulement de 19 lieues de Merdjez-el-Hammar et de 41 lieues de Bône. Dès qu’il faisait assez jour pour distinguer la route, l’avant-garde française se mettait en marche ; tous les corps suivaient dans l’ordre prescrit. L’artillerie et l’immense convoi se traînaient ensuite, puis venaient la troisième et la quatrième brigade qui avaient rejoint l’armée le 1er octobre. »
« Dans la situation terrible où se trouvait l’armée française, il n’y avait pas un seul instant à perdre pour établir les batteries de brèche. »

## Siège (10 – 13 octobre 1837)

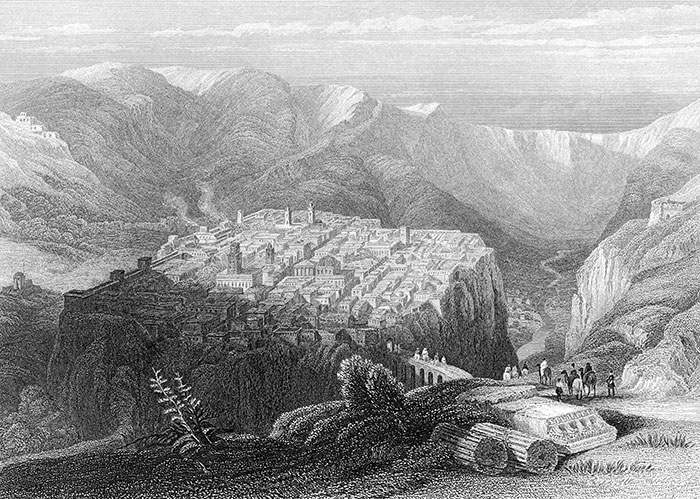
Constantine. 1840.

« Le 10, toutes les pièces de 24 étaient placées sur la colline, et le 11 les forces françaises commencèrent à lancer leurs boulets contre les murs, entre les portes Bal-el-Oued et Bab-el-Decheddid. »
« Le gouverneur, le duc de Nemours, le général Perrégaux, chef d’état-major, se rendirent de Mansourah à Coudiat-Aty pour observer les effets produits par les batteries de brèche. La communication entre ces deux positions n’a jamais été interrompue, mais le passage du Rhummel était toujours dangereux. 300 Arabes environ campaient sur les hauteurs auprès de l’aqueduc colossal des Romains ; leur quartier général était à une petite demi-lieue au sud de Coudiat-Aty. Ces derniers s’approchèrent quelquefois des tirailleurs français jusqu’à une demi-portée de fusil. »
« Dans la matinée du 12, la brèche était devenue large. Vers huit heures, le gouverneur fit cesser le feu parce qu’il attendait le retour d’un parlementaire envoyé dans la ville pour sommer les habitants de se rendre. »

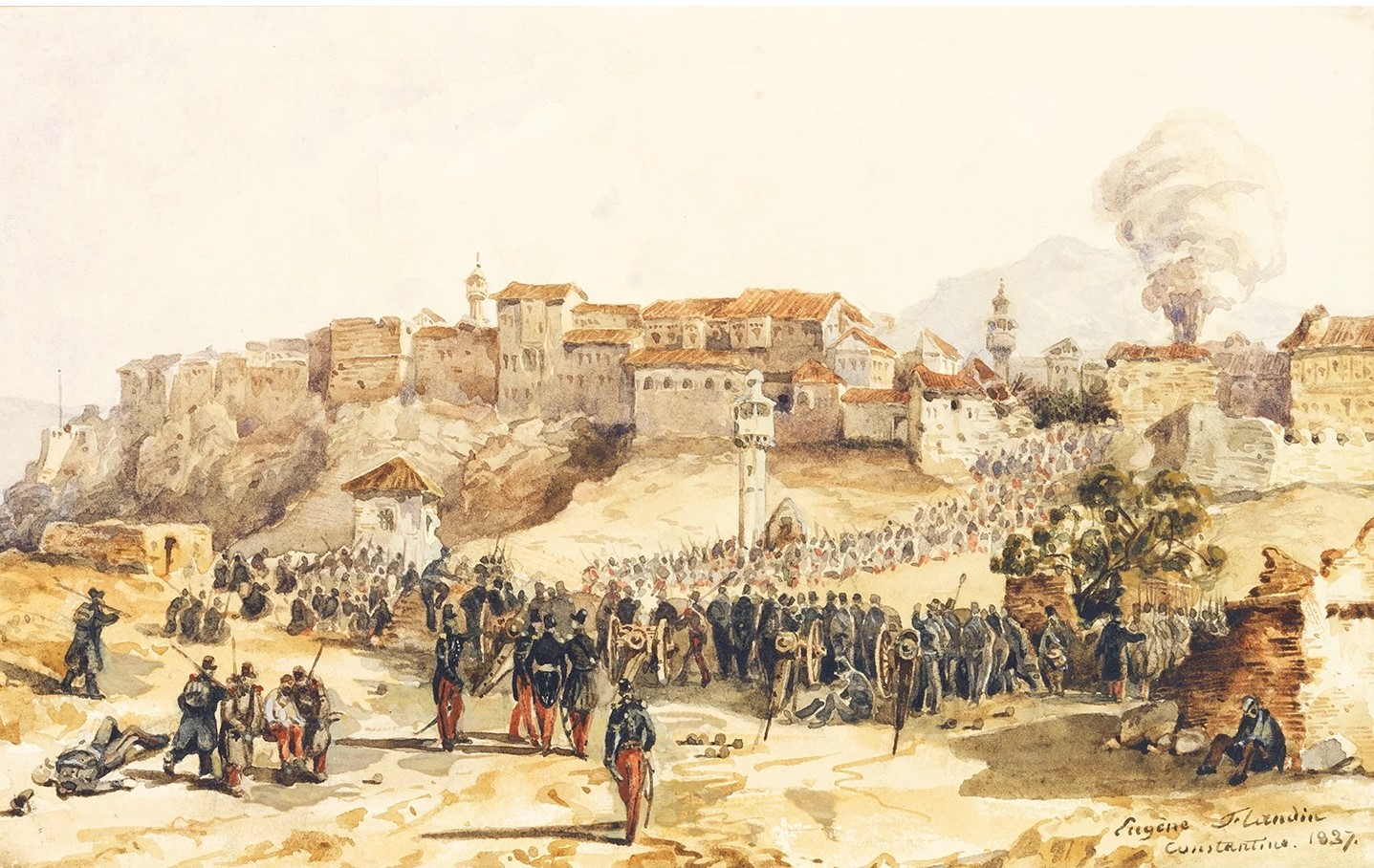
Eugène Flandin, attaque de la brèche de Constantine, 1837

« Après la mort du général Damrémont, un conseil de guerre fut convoqué et le commandement de l’armée fut confié au général d’artillerie Valée, vétéran de l’Empire. Le général Valée, homme opposé au système de négociations et de traités que les Français avaient adopté depuis quelque temps, donna sur-le-champ l’ordre de doubler le nombre et la célérité des coups. »
« Le 13, la première colonne d’attaque française fut formée par un bataillon de Zouaves, deux compagnies du 2e léger, la compagnie franche et une partie du génie sous le commandement du colonel Lamoricière. La seconde colonne d’assaut se composait des compagnies d’élite du 17e léger et du 47e de ligne, des tirailleurs d’Afrique et de la Légion étrangère. Le colonel Combe, qui la commandait, arriva devant la brèche au moment où les Zouaves demandaient des échelles. »
« La ville de Constantine avait encore au moment de l’assaut 6 000 défenseurs. Les habitants continuèrent quelque temps encore leur résistance dans les rues, pour s’assurer la retraite vers la Kasbah et une issue hors la ville. Vers 9 heures, le drapeau tricolore avait remplacé sur le rocher le drapeau rouge. »

## Occupation (13 octobre~fin novembre 1837)

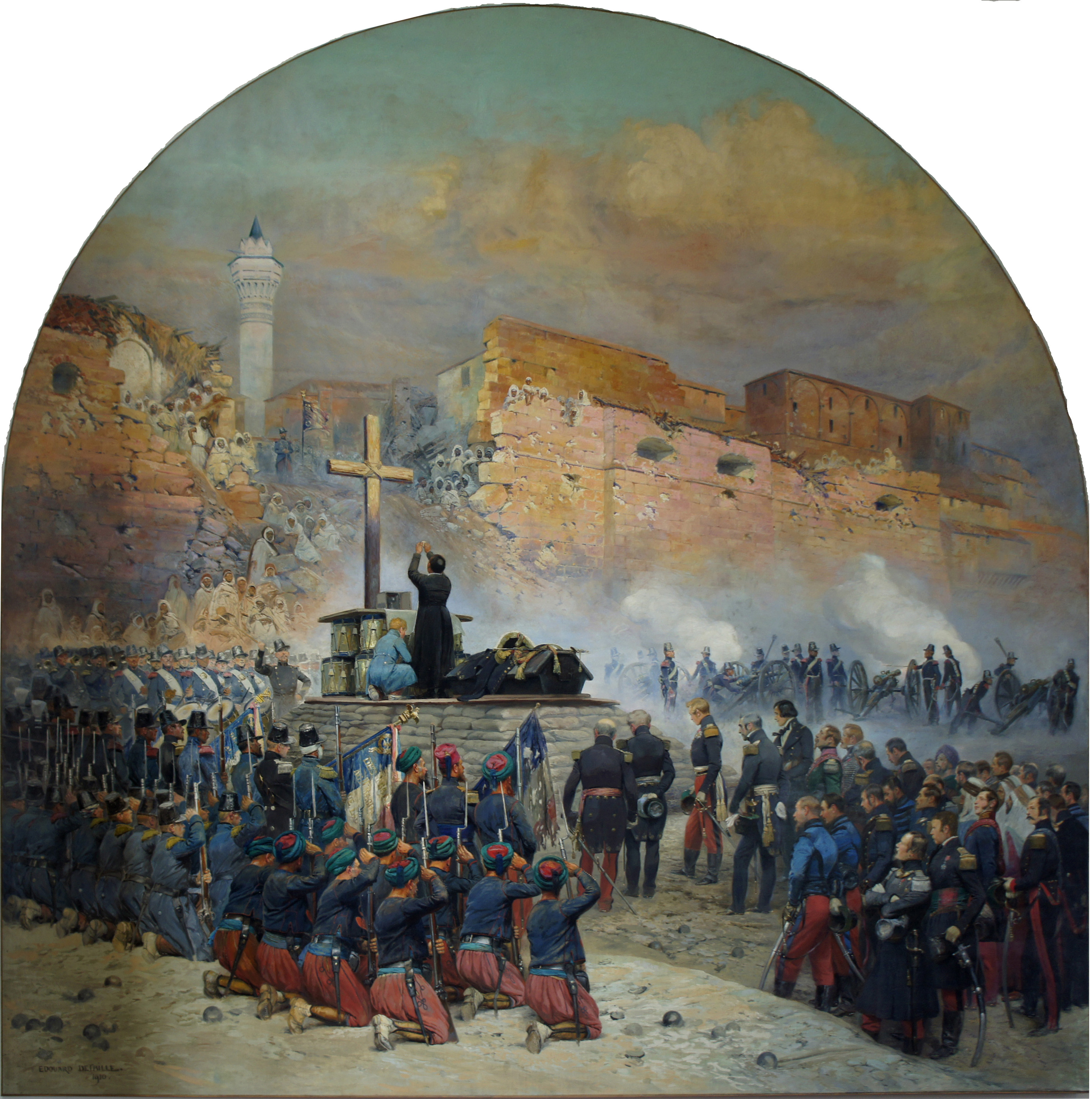
Édouard Detaille, Service funèbre du général Damrémont, célébré le 18 octobre 1837, devant la brèche de Constantine, le lendemain de l'assaut, huile sur toile,, château de Vincennes, pavillon du roi.

« L’armée française resta à Constantine jusque vers la fin du mois de novembre. À cette époque, le général Valée y laissant une garnison sous les ordres du général Bernelle, revint à Bône avec le duc de Nemours. Il y reçut la nouvelle de sa promotion à la dignité de maréchal de France. »

## Commémoration
La rue Constantine à Lyon, la rue de Constantine à Paris et la rue de Constantine à Rouen rappellent le souvenir de ce siège.
La 20e promotion de Saint-Cyr (1837-1839) est baptisée « Promotion de Constantine ».

### Sources
- Charles-Emmanuel Sédillot, Campagne de Constantine de 1837, Crochard (Paris), 1838 , 307 p., texte intégral.
- Ernest Mercier, Les deux sièges de Constantine, imp. Poulet (Constantine), 1896, texte disponible en ligne.
- Guy Antonetti, Louis-Philippe, Paris, Librairie Arthème Fayard, 2002  (ISBN 2-213-59222-5).
- Charles Mullié, Biographie des célébrités militaires des armées de terre et de mer de 1789 à 1850, 1852 [détail de l’édition].